# العلاقات اليابانية التشادية
العلاقات اليابانية التشادية هي العلاقات الثنائية التي تجمع بين اليابان وتشاد.

## مقارنة بين البلدين
هذه مقارنة عامة ومرجعية للدولتين:
| وجه المقارنة                                              | اليابان         | تشاد                      |
| --------------------------------------------------------- | --------------- | ------------------------- |
| المساحة (كم2)                                             | 377.97 ألف      | 1.28 مليون                |
| عدد السكان (نسمة)                                         | 126.79 مليون    | 15.23 مليون               |
| الكثافة السكانية (ن./كم²)                                 | 335.45          | 11.9                      |
| العاصمة                                                   | طوكيو           | انجمينا                   |
| اللغة الرسمية                                             | اللغة اليابانية | لغة فرنسية، اللغة العربية |
| العملة                                                    | ين ياباني       | فرنك وسط أفريقي           |
| الناتج المحلي الإجمالي (بليون دولار)                      | 4.87 تريليون    | 9.98 مليار                |
| الناتج المحلي الإجمالي (تعادل القوة الشرائية) بليون دولار | 5.18 تريليون    | 30.54 مليار               |
| الناتج المحلي الإجمالي الاسمي للفرد دولار أمريكي          | 34.52 ألف       | 775                       |
| الناتج المحلي الإجمالي للفرد دولار أمريكي                 | 36.62 ألف       | 2.18 ألف                  |
| مؤشر التنمية البشرية                                      | 0.903           | 0.392                     |
| رمز المكالمات الدولي                                      | +81             | +235                      |
| رمز الإنترنت                                              | .jp             | .td                       |
| المنطقة الزمنية                                           | توقيت اليابان   | ت ع م+01:00               |

## مدن متوأمة
في ما يلي قائمة باتفاقيات التوأمة بين مدن يابانية وتشادية:
- ترتبط آيساي مع تشاد باتفاقية توأمة منذ 2005.

## منظمات دولية مشتركة
يشترك البلدان في عضوية مجموعة من المنظمات الدولية، منها:
| علم المنظمة | اسم المنظمة                               | تاريخ انضمام اليابان | تاريخ انضمام تشاد |
| ----------- | ----------------------------------------- | -------------------- | ----------------- |
|             | يونسكو                                    | 2 يوليو 1951         | 19 ديسمبر 1960    |
|             | مؤسسة التمويل الدولية                     | 20 يوليو 1956        | 2 أبريل 1998      |
|             | المركز الدولي لتسوية المنازعات الاستشارية | 16 سبتمبر 1967       | 14 أكتوبر 1966    |
|             | منظمة حظر الأسلحة الكيميائية              | ?                    | ?                 |
|             | مؤسسة التنمية الدولية                     | 27 ديسمبر 1960       | 7 نوفمبر 1963     |
|             | منظمة التجارة العالمية                    | ?                    | ?                 |
|             | وكالة ضمان الاستثمار متعدد الأطراف        | 12 أبريل 1988        | 11 يونيو 2002     |
|             | الاتحاد البريدي العالمي                   | ?                    | ?                 |
|             | الاتحاد الدولي للاتصالات                  | 29 يناير 1879        | 25 نوفمبر 1960    |
|             | منظمة الشرطة الجنائية الدولية             | ?                    | ?                 |
|             | الأمم المتحدة                             | 18 ديسمبر 1956       | 20 سبتمبر 1960    |
|             | البنك الدولي للإنشاء والتعمير             | 13 أغسطس 1952        | 10 يوليو 1963     |
|             | البنك الإفريقي للتنمية                    | ?                    | ?                 |

## وصلات خارجية
- موقع وزارة الخارجية اليابانية